# Estádio Independência
Das Estádio Independência (offiziell Estádio Raimundo Sampaio) ist ein Fußballstadion in der brasilianischen Stadt Belo Horizonte im Bundesstaat Minas Gerais. Es bietet Platz für 23.018 Zuschauer und ist die Heimspielstätte des Fußballvereins América Mineiro. Seit der Eröffnung des Estádio Independência 1950 nutzt der América Mineiro die Anlage für seine Heimspiele. Der Verein konnte bislang fünfzehn Mal die Staatsmeisterschaft von Minas Gerais gewinnen, wobei elf dieser Titelgewinne vor 1950, also vor der Zeit des Independência datieren. Weitere bedeutende Stadien in Belo Horizonte sind das Estádio Governador Magalhães Pinto, genannt Mineirão, und die Arena do Jacare.

## Geschichte
Das Estádio Independência in Belo Horizonte, der Hauptstadt des brasilianischen Bundesstaates Minas Gerais, wurde in den Jahren 1947 bis 1950 erbaut und am 25. Juni 1950 eröffnet. Das erste Spiel im neuen Stadion, das aus Anlass der in Brasilien stattfindenden Fußball-Weltmeisterschaft 1950 gebaut wurde, stieg im Rahmen der Weltmeisterschaft zwischen Jugoslawien und der Schweiz (3:0). Vor 8.000 Zuschauern im Estádio Independência erzielte der jugoslawische Angreifer Kosta Tomašević das erste Tor im neuen Stadion. Zwei weitere Spiele der Weltmeisterschaft wurden im damals größten Stadion von Belo Horizonte ausgetragen. Neben einem standesgemäßen 8:0-Erfolg von Uruguay gegen Bolivien fand auch der legendäre 1:0-Sieg der Vereinigten Staaten gegen das Fußballmutterland England, der als Wunder von Belo Horizonte in die Annalen des Fußballs einging, im Estádio Independência statt. Zu dem Spiel kamen 10.000 Zuschauer, womit das Stadion wie auch bei den beiden anderen WM-Spielen in Belo Horizonte bei Weitem nicht ausverkauft war, zum Zeitpunkt der Weltmeisterschaft bot es 25.000 Zuschauern Platz. Die Rekordkulisse im Stadion wurde erreicht, als am 27. Januar 1963 insgesamt 32.721 Menschen das Finale des Campeonato Brasileiro de Seleções Estaduais zwischen Minas Gerais und Guanabara sahen, das von der Auswahl von Minas Gerais mit 1:0 gewonnen wurde.
Die Kapazität wurde im Laufe der Jahre immer geringer. 2009 boten sich noch 18.900 Zuschauerplätze. Zwischen 2010 und 2012 wurde das Estádio Raimundo Sampaio für 125 Mio. R$ (rund 19,3 Mio. Euro) neu errichtet. Das Stadion mit drei überdachten Rängen bietet jetzt rund 23.000 Plätze. 
Im Januar 2023 einigte sich Cruzeiro Belo Horizonte mit dem Stadioneigentümer América Mineiro auf die Nutzung des Stadions. Dies wurde nach der Rückkehr von Cruzeiro in die Série A vereinbart. Über den finanziellen Umfang wurden keine Angaben gemacht. Das Verhältnis zwischen Minas Arena, Betreiber des Mineirão, und Cruzeiro hatte sich verschlechtert. Minas Arena möchte das Stadion in einen Veranstaltungsort für Live-Shows und Unterhaltung verwandeln. Es war nicht klar, wo der Club die Spiele der nächsten Saison austrägt. Schon in der letzten Saison teilte Cruzeiro die Spiele zwischen dem Mineirão und dem Independência auf. Clubpräsident Ronaldo brachte einen Stadionneubau ins Spiel, aber zunächst spielt Cruzeiro im Estádio Independência.

## Spiele der Fußball-WM 1950 in Belo Horizonte
- 25. Juni 1950, Gruppe 1:  Jugoslawien –  Schweiz 3:0 (0:0)
- 29. Juni 1950, Gruppe 2:  Vereinigte Staaten –  England 1:0 (1:0)
- 02. Juli 1950, Gruppe 4:  Uruguay –  Bolivien 8:0 (4:0)

## Galerie

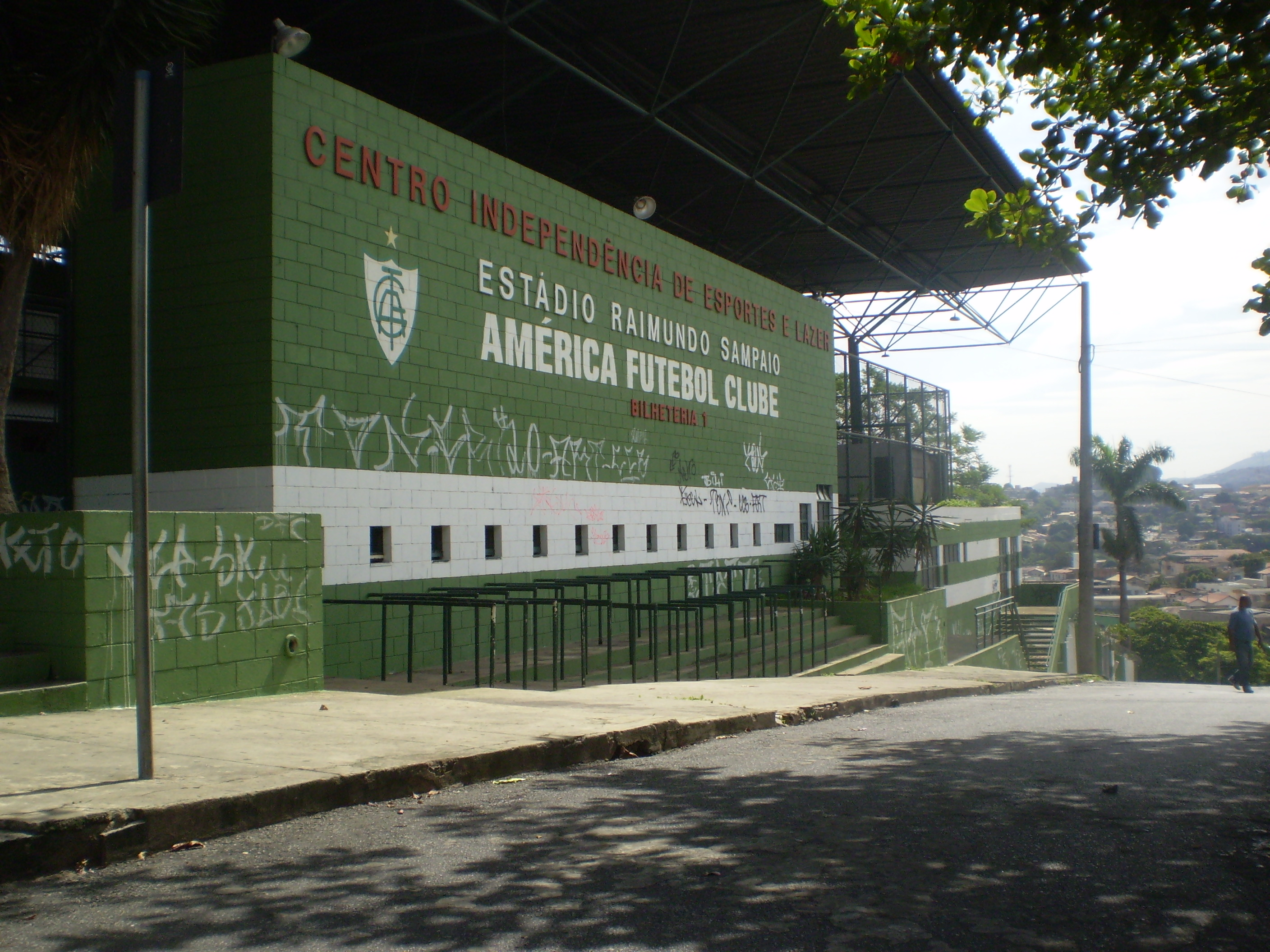
Der Eingang des alten Stadions (Dezember 2007)
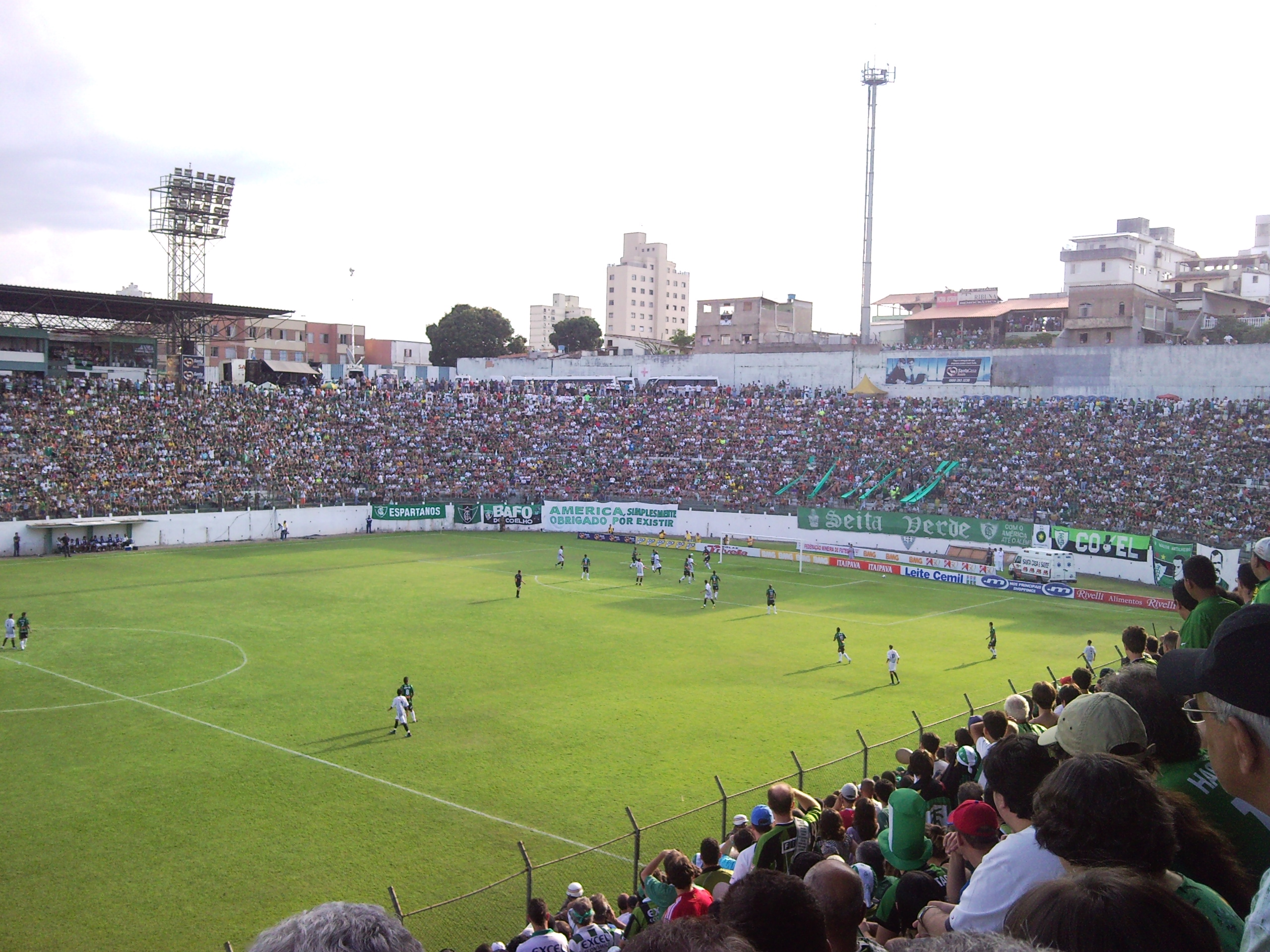
Blick in das alte Stadion (Oktober 2009)
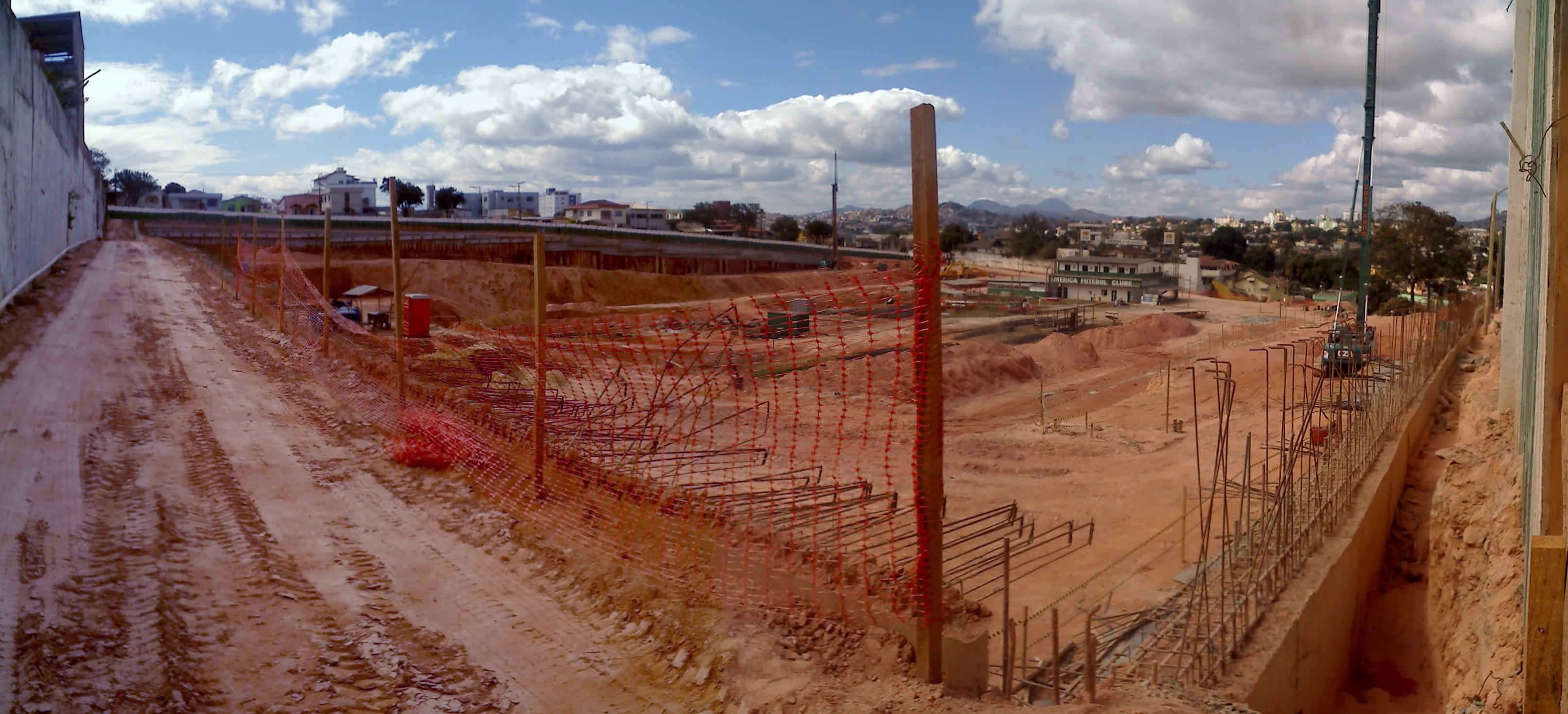
Das Stadion während des Neubaus (Juli 2010)
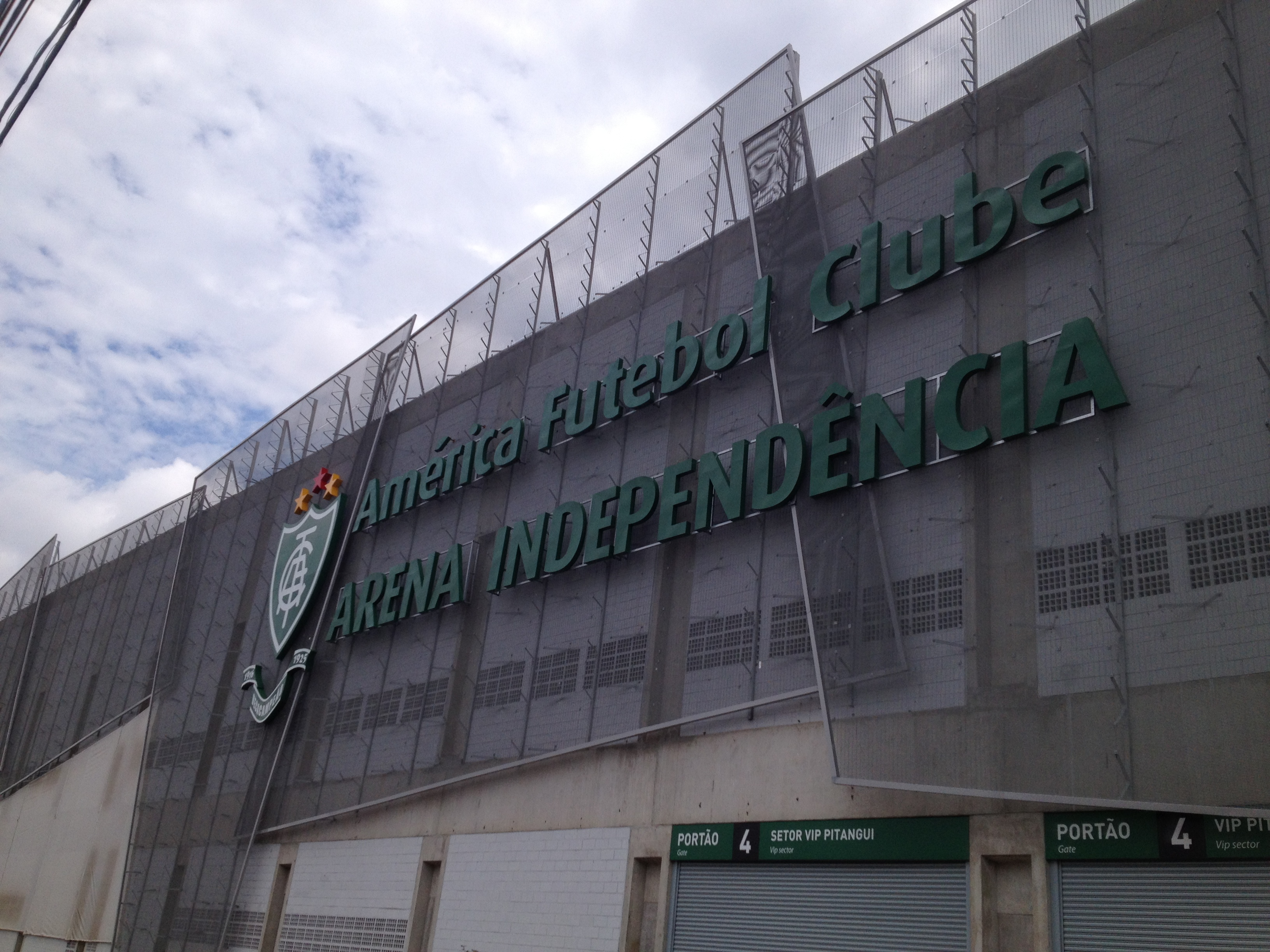
Fassade des neuen Stadfions (November 2012)